# Cecrópio (homem claríssimo)
Cecrópio (em latim: Cecropius) foi um romano do século IV/VI. É conhecido a partir de uma inscrição não datada (vi 836 = 30839), cuja produção pode ter ocorrido em algum ponto do Império Romano Tardio. Nela, aparece como homem claríssimo e realizando voto.